# Time goes on 〜泡のように〜
「Time goes on 〜泡のように〜」（タイム・ゴーズ・オン あわのように）は、日本のロックバンド・L'Arc〜en〜Cielのベーシスト、tetsuyaがTETSUYA名義で発表した通算10枚目のシングル。2016年9月7日に発売。発売元はEMI Records。

## 解説
前作「lonely girl」から約5年11ヶ月ぶりとなるシングル。シングル「Make a Wish」と同時発売された。
本作は当初、2015年9月に再始動させたTETSUYA主宰のレーベル、SPROUSE（読み：スプラウズ）より、2015年12月16日に発売される予定だったが、レーベルと協力関係にあったブラザー工業、エクシング（JOYSOUND）、テイチクエンタテインメントの3社と理念の違いを埋められず、提携が解消されたことで、一旦発売中止となっていた。その後、TETSUYAは2016年6月9日に、ユニバーサルミュージック内のEMI Recordsに移籍することになり、本作が2016年9月7日にようやくリリースされることになった。
表題曲「Time goes on 〜泡のように〜」は、自身が在籍するロックバンド、L'Arc〜en〜Cielが2004年に発表したアルバム『SMILE』の収録曲「Time goes on」のセルフカバー音源となっている。なお、この曲はソロ名義の楽曲が少ないころに、ソロライヴでたびたびカバーされていたことがあった。この曲のセルフカバーを音源化しようと思った経緯について、TETSUYAは「タイアップありきで、『イグジストアーカイヴ -The Other Side of the Sky-』のエンディングテーマという話をいただいた時、イメージ的にこの曲が合うなと思ったんです。あと、僕はソロライヴでこの曲を歌っていて、ライヴだけじゃなくて音源にも残したいなという気持ちもありました」と語っている。ちなみに、2004年に発表した原曲は、TETSUYA曰く「2002年にニューヨークでノー・ダウトのライブを観て、そこから影響を受けて作った」という。また、L'Arc〜en〜Cielの原曲と比較し、TETSUYAは「L'Arc〜en〜Cielのヴァージョンは、もうちょっと軽い感じというか、かわいらしい感じになっていて。それをそのままやっても意味がないので、今回はもう少し骨太なロックな方向に持っていきました」とこの曲について述べている。また、編曲作業では、今回初めてアレンジャーとして安岡洋一郎を招聘している。
カップリングには、前作の表題曲「lonely girl」のリミックスバージョンが収録されている。なお、リミックスは、遠藤大介によるソロプロジェクトのDE DE MOUSEが手掛けている。
本作は、完全数量限定盤（CD+DVD+GOODS）、初回限定盤A（CD+DVD）、初回限定盤B（CD+DVD）、通常盤（CD）の4形態で発売されている。完全数量限定盤には、表題曲「Time goes on 〜泡のように〜」のミュージック・ビデオを収録したDVDに加え、スタッキングマグが付属されている。また、初回限定盤Aには、表題曲「Time goes on 〜泡のように〜」のミュージック・ビデオのメイキングを収録したDVDが付属されている。さらに、初回限定盤Bには、2012年10月3日に渋谷公会堂で開催したライヴ「TETSUYA LIVE 2012 "THANK YOU"」より「Are you ready to ride?」「蜃気楼」のライヴ映像を収録したDVDが付属されている。

## 収録曲
| #  | タイトル                                       | 作詞     | 作曲    | 編曲 / リミックス           | 時間 |
| -- | ---------------------------------------------- | -------- | ------- | --------------------------- | ---- |
| 1. | 「Time goes on 〜泡のように〜」                | TETSUYA  | TETSUYA | 安岡洋一郎・TETSUYA（編曲） | 5:03 |
| 2. | 「lonely girl DE DE MOUSE Remix」              | 矢沢あい | TETSUYA | DE DE MOUSE（リミックス）   | 4:44 |
| 3. | 「Time goes on 〜泡のように〜 -Instrumental-」 |          | TETSUYA | 安岡洋一郎・TETSUYA（編曲） | 4:59 |

## 完全数量限定盤・初回生産限定盤付属DVD

### 完全数量限定盤付属DVD
1. 「Time goes on 〜泡のように〜」Music Clip
ディレクター：森田一平

### 初回限定盤A付属DVD
1. 「Time goes on 〜泡のように〜」Music Clip / メイキング映像

### 初回限定盤B付属DVD
1. 「TETSUYA LIVE 2012 "THANK YOU"」 (2012.10.3渋谷公会堂) より「Are you ready to ride?」ライヴ映像
2. 「TETSUYA LIVE 2012 "THANK YOU"」 (2012.10.3渋谷公会堂) より「蜃気楼」ライヴ映像

## 参加ミュージシャン
- Time goes on 〜泡のように〜
  - TETSUYA：Vocals & Bass
  - 久次米真吾：Guitars
  - 城戸紘志：Drums
  - 安岡洋一郎：Programming

## 収録アルバム
- 『STEALTH』 (#1)

## タイアップ
Time goes on 〜泡のように〜
- PlayStation 4、PlayStation Vita用ゲーム『イグジストアーカイヴ -The Other Side of the Sky-』エンディングテーマ